# Палавански миризлив язовец
Палавански миризлив язовец (Mydaus marchei) е вид бозайник от семейство Скунксови (Mephitidae).

## Разпространение и местообитание
Разпространен е във Филипините.